# Romeo und Julia
Romeo und Julia (títol original en alemany, en català Romeo und Julia) és una obra dramaticomusical en dos actes composta  per Heinrich Sutermeister sobre un llibret en alemany del mateix compositor, basat en Romeu i Julieta de William Shakespeare. Es va estrenar el 13 d'abril de 1940 al Semperoper d'Altstadt, dirigida per Karl Böhm.